# Grand Prix Hassan II 2001 - Qualificazioni singolare
Le qualificazioni del singolare  del Grand Prix Hassan II 2001 sono state un torneo di tennis preliminare per accedere alla fase finale della manifestazione. I vincitori dell'ultimo turno sono entrati di diritto nel tabellone principale. In caso di ritiro di uno o più giocatori aventi diritto a questi sono subentrati i lucky loser, ossia i giocatori che hanno perso nell'ultimo turno ma che avevano una classifica più alta rispetto agli altri partecipanti che avevano comunque perso nel turno finale.
Le qualificazioni del torneo Grand Prix Hassan II 2001 prevedevano 32 partecipanti di cui 4 sono entrati nel tabellone principale.

## Teste di serie
1. Julien Boutter (secondo turno)
2. Galo Blanco (ultimo turno)
3. Guillermo Cañas (Qualificato)
4. Adrian Voinea (primo turno)

1. Attila Sávolt (Qualificato)
2. Petr Kralert (ultimo turno)
3. Jan Vacek (Qualificato)
4. Marc-Kevin Goellner (ultimo turno)

## Qualificati
1. Attila Sávolt
2. Jan Vacek

1. Guillermo Cañas
2. Olivier Malcor

## Tabellone

### Legenda
| - Q = Qualificato - WC = Wild card - LL = Lucky loser | - ALT = Alternate - SE = Special Exempt - PR = Protected Ranking | - w/o = Walkover - r = Ritirato - d = Squalificato |

### Sezione 1
|  | Primo turno     | Primo turno      | Primo turno      | Primo turno | Primo turno |  |  | Secondo turno | Secondo turno   | Secondo turno   | Secondo turno | Secondo turno |   |   | Ultimo turno | Ultimo turno    | Ultimo turno    | Ultimo turno | Ultimo turno |  |
|  |                 |                  |                  |             |             |  |  |               |                 |                 |               |               |   |   |              |                 |                 |              |              |  |
|  |                 |                  |                  |             |             |  |  |               |                 |                 |               |               |   |   |              |                 |                 |              |              |  |
|  |                 |                  |                  |             |             |  |  | 1             | Julien Boutter  | Julien Boutter  | 1             | 4             |   |   |              |                 |                 |              |              |  |
|  | Leonardo Azzaro | Leonardo Azzaro  | 4                | 6           | 6           |  |  |               | Leonardo Azzaro | Leonardo Azzaro | 6             | 6             |   |   |              |                 |                 |              |              |  |
|  | Nicolas Mahut   | Nicolas Mahut    | 6                | 4           | 2           |  |  |               |                 |                 |               |               |   |   |              | Leonardo Azzaro | Leonardo Azzaro | 3            | 3            |  |
|  | Dmitri Vlasov   | Dmitri Vlasov    | Dmitri Vlasov    | 6           | 6           |  |  |               |                 | 5               | Attila Sávolt | Attila Sávolt | 6 | 6 |              |                 |                 |              |              |  |
|  | Mohamed Dakki   | Mohamed Dakki    | Mohamed Dakki    | 3           | 2           |  |  |               | Dmitri Vlasov   | Dmitri Vlasov   | 6             | 4             |   |   |              |                 |                 |              |              |  |
|  | 5               | Attila Sávolt    | Attila Sávolt    | 6           | 7           |  |  | 5             | Attila Sávolt   | Attila Sávolt   | 7             | 6             |   |   |              |                 |                 |              |              |  |
|  |                 | Andrés Schneiter | Andrés Schneiter | 3           | 63          |  |  |               |                 |                 |               |               |   |   |              |                 |                 |              |              |  |

### Sezione 2
|  | Primo turno      | Primo turno      | Primo turno      | Primo turno | Primo turno |  |  | Secondo turno | Secondo turno | Secondo turno | Secondo turno | Secondo turno |   |   | Ultimo turno | Ultimo turno | Ultimo turno | Ultimo turno | Ultimo turno |  |
|  |                  |                  |                  |             |             |  |  |               |               |               |               |               |   |   |              |              |              |              |              |  |
|  |                  |                  |                  |             |             |  |  |               |               |               |               |               |   |   |              |              |              |              |              |  |
|  |                  |                  |                  |             |             |  |  | 2             | Galo Blanco   | Galo Blanco   | 6             | 6             |   |   |              |              |              |              |              |  |
|  | Oliver Gross     | Oliver Gross     | Oliver Gross     | 6           | 6           |  |  |               | Oliver Gross  | Oliver Gross  | 3             | 4             |   |   |              |              |              |              |              |  |
|  | Jurij Ščukin     | Jurij Ščukin     | Jurij Ščukin     | 4           | 1           |  |  |               |               |               |               |               |   |   | 2            | Galo Blanco  | 6            | 4            | 4            |  |
|  | Mariano Hood     | Mariano Hood     | Mariano Hood     | 7           | 6           |  |  |               |               | 7             | Jan Vacek     | 4             | 6 | 6 |              |              |              |              |              |  |
|  | Nicolas Coutelot | Nicolas Coutelot | Nicolas Coutelot | 5           | 4           |  |  |               | Mariano Hood  | 6             | 3             | 3             |   |   |              |              |              |              |              |  |
|  | 7                | Jan Vacek        | 4                | 7           | 7           |  |  | 7             | Jan Vacek     | 3             | 6             | 6             |   |   |              |              |              |              |              |  |
|  |                  | Daniel Orsanic   | 6                | 5           | 5           |  |  |               |               |               |               |               |   |   |              |              |              |              |              |  |

### Sezione 3
|  | Primo turno            | Primo turno            | Primo turno            | Primo turno | Primo turno |  |  | Secondo turno | Secondo turno   | Secondo turno   | Secondo turno | Secondo turno |   |   | Ultimo turno | Ultimo turno    | Ultimo turno    | Ultimo turno | Ultimo turno |  |
|  |                        |                        |                        |             |             |  |  |               |                 |                 |               |               |   |   |              |                 |                 |              |              |  |
|  |                        |                        |                        |             |             |  |  |               |                 |                 |               |               |   |   |              |                 |                 |              |              |  |
|  |                        |                        |                        |             |             |  |  | 3             | Guillermo Cañas | Guillermo Cañas | 6             | 6             |   |   |              |                 |                 |              |              |  |
|  | Irakli Labadze         | Irakli Labadze         | Irakli Labadze         | 6           | 6           |  |  |               | Irakli Labadze  | Irakli Labadze  | 0             | 3             |   |   |              |                 |                 |              |              |  |
|  | Johan Landsberg        | Johan Landsberg        | Johan Landsberg        | 1           | 2           |  |  |               |                 |                 |               |               |   |   | 3            | Guillermo Cañas | Guillermo Cañas | 6            | 6            |  |
|  | Julián Alonso          | Julián Alonso          | Julián Alonso          | 6           | 7           |  |  |               |                 | 6               | Petr Kralert  | Petr Kralert  | 1 | 4 |              |                 |                 |              |              |  |
|  | Roberto Carretero-Diaz | Roberto Carretero-Diaz | Roberto Carretero-Diaz | 2           | 5           |  |  |               | Julián Alonso   | Julián Alonso   | 4             | 62            |   |   |              |                 |                 |              |              |  |
|  | 6                      | Petr Kralert           | Petr Kralert           | 6           | 6           |  |  | 6             | Petr Kralert    | Petr Kralert    | 6             | 7             |   |   |              |                 |                 |              |              |  |
|  |                        | Larbi Rharnit          | Larbi Rharnit          | 2           | 1           |  |  |               |                 |                 |               |               |   |   |              |                 |                 |              |              |  |

### Sezione 4
|  | Primo turno      | Primo turno         | Primo turno         | Primo turno | Primo turno |  |  | Secondo turno    | Secondo turno       | Secondo turno       | Secondo turno       | Secondo turno |    |   | Ultimo turno | Ultimo turno   | Ultimo turno | Ultimo turno | Ultimo turno |  |
|  |                  |                     |                     |             |             |  |  |                  |                     |                     |                     |               |    |   |              |                |              |              |              |  |
|  |                  | Olivier Malcor      | Olivier Malcor      | 7           | 6           |  |  |                  |                     |                     |                     |               |    |   |              |                |              |              |              |  |
|  | 4                | Adrian Voinea       | Adrian Voinea       | 62          | 4           |  |  | Olivier Malcor   | Olivier Malcor      | Olivier Malcor      | 6                   | 6             |    |   |              |                |              |              |              |  |
|  | Hicham Karmoussi | Hicham Karmoussi    | Hicham Karmoussi    | 6           | 6           |  |  | Hicham Karmoussi | Hicham Karmoussi    | Hicham Karmoussi    | 2                   | 2             |    |   |              |                |              |              |              |  |
|  | Gregory Chambaz  | Gregory Chambaz     | Gregory Chambaz     | 1           | 1           |  |  |                  |                     |                     |                     |               |    |   |              | Olivier Malcor | 2            | 7            | 6            |  |
|  | Sebastián Prieto | Sebastián Prieto    | Sebastián Prieto    | 6           | 6           |  |  |                  |                     | 8                   | Marc-Kevin Goellner | 6             | 68 | 2 |              |                |              |              |              |  |
|  | Nabile Taslimant | Nabile Taslimant    | Nabile Taslimant    | 0           | 0           |  |  |                  | Sebastián Prieto    | Sebastián Prieto    | 3                   | 63            |    |   |              |                |              |              |              |  |
|  | 8                | Marc-Kevin Goellner | Marc-Kevin Goellner | 6           | 6           |  |  | 8                | Marc-Kevin Goellner | Marc-Kevin Goellner | 6                   | 7             |    |   |              |                |              |              |              |  |
|  |                  | Rabie Chaki         | Rabie Chaki         | 1           | 2           |  |  |                  |                     |                     |                     |               |    |   |              |                |              |              |              |  |